# Michele Antonutti
Michele Antonutti (Udine, 19 febbraio 1986) è un ex cestista italiano.

## Caratteristiche tecniche
È alto 203 cm per 100 kg, ed è 
a tutti gli effetti un Ala, avendo ricoperto in carriera sia il ruolo di ala piccola, che quello di ala grande, ma avendo in taluni casi giocato anche da guardia-ala e da ala-centro.
È un giocatore che può svolgere più ruoli, tra cui il lungo moderno che con le sue caratteristiche, può aprire il campo. È dotato di un preciso tiro da tre punti.

## Carriera

### Club
Classe 1986, si è accostato giovanissimo al basket da prima con la polisportiva di Pasian di Prato poi con la Cbu/Cestistica Basket Udinese dove, sotto la guida del coach Colosetti, ha raggiunto importanti traguardi quali il terzo posto ai campionati italiani di Bormio 2000, confermato l'anno successivo a Porto San Giorgio. Antonutti è stato tra i migliori marcatori italiani in ogni finale nazionale disputata con il record di 10/11 tiri da tre punti nello storico derby cittadino CBU vs UBC; Record tuttora imbattuto a livello giovanile. La svolta della sua giovane carriera di cestista ha coinciso con il passaggio nel 2002 alla Snaidero Udine dove ha militato per 8 anni partecipando alle coppe europee (ULEB Cup), play-off italiani e coppa Italia, rimanendo fino alla retrocessione dei friulani in seconda serie. Antonutti ha esordito in serie A all'età di 16 anni proprio al Palasport Carnera. Antonutti è stato il capitano, nato a Udine, più giovane della storia Udinese all'età di 22 anni.
Successivamente nel 2009 veste i colori gialloblu della Sutor Montegranaro partecipando ai play-off scudetto e alla coppa Italia. Con Montegranaro raggiunge la semifinale scudetto e la partecipazione alla coppa Italia disputata ad Avellino. L'anno successivo, sotto la guida di coach Pillastrini raggiunge la semifinale di coppa Italia, miglior traguardo della società in questa manifestazione. Con la maglia di Montegranaro gioca in totale 71 partite di campionato realizzando 320 punti.
Il 9 febbraio 2012 firma un contratto che lo lega a Reggio Emilia per un anno.. A Reggio Emilia centra la promozione in Serie A, e il 28 febbraio 2013 rinnova il contratto con la squadra reggiana fino al 2015. Nell'aprile del 2014 vince l'EuroChallenge da capitano della squadra.
Con Reggio Emilia conquista ogni anno la partecipazione ai play-off (semifinale scudetto vs Mens Sana Siena) e alla Coppa Italia (semifinale persa vs Pall. Cantù)
L'ala di Reggio Emilia in questa stagione è il miglior tiratore da tre punti d'Europa con il 59,1% dal campo. Nei più importanti campionati continentali, infatti, non c'è nessun altro giocatore che sta viaggiando con percentuali così alte (26/44). Il record assoluto è di Bob Morse 59,7%, unico che precede Antonutti. Al terzo posto c'è Andrés Nocioni, ala argentina, miglior tiratore da tre punti del campionato spagnolo (52,9%)
Dopo quella stagione lascia la compagine emiliana, si allena per alcune settimane con la Fulgor Libertas Forlì e nel novembre 2014 si accorda con Caserta dopo aver ottenuto la risoluzione con Reggio. Al momento del suo arrivo i campani avevano collezionato 0 vittorie e 13 sconfitte, tuttavia la squadra sfiorò la salvezza per una partita di differenza (venendo comunque ripescata causa un punto di penalizzazione). Nel girone di ritorno del campionato di serie A, con l'arrivo di Antonutti e il cambio dell'allenatore (subentra Vincenzo Esposito a Zare Markosvky), Caserta ha un rullino di marcia da playoffs vincendo con le più grandi compagini del campionato.
Nell'estate 2015 approda a Pistoia, dove viene poi confermato e nominato nuovo capitano al suo secondo anno in Toscana.In Toscana Antonutti è l'ala titolare della squadra che è stata la capolista per tutto il girone di andata del campionato di serie A. Raggiunge i Playoffs e le finali di Coppa Italia. Pistoia viene nominata squadra rivelazione dell'anno (2015) e coach Esposito miglior allenatore del campionato. Nel secondo anno Antonutti supera il traguardo dei 2000 punti in serie A. Nell'estate del 2017 cambia nuovamente casacca e passa al Treviso Basket diventandone capitano durante la sua seconda stagione. A Treviso, Antonutti viene nominato il secondo 'best player del campionato' e partecipa alla Supercoppa, Coppa Italia e raggiunge la semifinale play-off di Promozione. Nel febbraio 2019 firma per Pallacanestro Biella, fino al termine della stagione. Il 20 giugno dello stesso anno viene ingaggiato dalla
Amici Pall. Udinese facendo così ritorno nella società friulana, dopo esattamente 10 anni. Antonutti viene nominato Capitano dell'Apu e uomo simbolo del basket regionale;
Dopo quattro anni da capitano (2019-2023), chiude a 37 anni la sua carriera professionistica a Udine. Attualmente è il giocatore con più anni di attività nella pallacanestro udinese, con record di presenze e di punti. La canotta numero 9 è stata ritirata; è l'unica maglia ritirata nella storia della Pallacanestro Udinese e dello sport Friulano. Il ritiro della maglia n. 9 è stato celebrato nella prima partita casalinga dell'Apu Udine l'8 ottobre 2023. 
.
Nel 2024 a 38 anni e 7 mesi lascia il basket giocato. Lo ha annunciato lo stesso sui media con un videoclip che racchiude le tappe principali della sua lunga carriera, iniziata nel 2002 a Udine.

### Nazionale
Oltre che in alcune squadre di club, in precedenza Antonutti aveva ricoperto il ruolo di capitano anche nella nazionale italiana Under-20 che annoverava tra i compagni di squadra talenti internazionali quali Bargnani e Belinelli. Antonutti partecipa ai campionati europei U16 (Spagna) , U18 (Turchia), U20 (Russia).Nel 2007 inoltre ha iniziato ad essere chiamato nella nazionale maggiore, con una tournée in Cina intrapresa sotto la guida del CT Carlo Recalcati. Con la maglia della nazionale azzurra nel 2011 ha anche partecipato all'All-Star Game italiano a Milano sotto la guida di coach Pianigiani.
Antonutti fa parte della associazione nazionale atleti olimpici e azzurri d'Italia, disciplina Pallacanestro dal 2019.

## Riconoscimenti
Nel 2006 ha ricevuto l'importante onorificenza "Premio Moret d'Aur 2006 ",  per la categoria giovani, come  "Giovane studente, promessa dello sport, che si sia distinto nello studio".
Nel 2020 ha ricevuto il premio dal Comitato Friul Tomorrow, con la motivazione di aver costruito un modello educativo altamente favorevole, per giovani e non, per l'etica e il fair play che caratterizzano le sue attività, valori che diffonde costantemente nella società agendo per il Friuli del domani senza scordare mai le proprie origini.
Nel 2021 ha ricevuto un riconoscimento quale personaggio sportivo illustre del comune di Pasian di Prato. A consegnare il premio nel palazzo municipale di Pasian di Prato è stato l'assessore dello sport Chiara Serra.
Nel 2022 riceve il premio Celiberti, istituito per valorizzare l'identità friulana a livello nazionale e internazionale,  come rilevante personalità friulana ed esempio di friulanità nel mondo.
Il giorno 8 ottobre 2023 l'Apu Udine ritira la maglia numero 9 durante una partita in casa di Campionato giocata al Palasport Carnera.
Nel 2023 la rivista Forbes lo ha citato come il primo giocatore di basket italiano ambassador di un club: oggi Antonutti rappresenta la società presso le istituzioni locali e nazionali, la Lega Basket, nel mondo della scuola e della formazione, nei rapporti con le oltre 100 aziende che hanno deciso di legare il loro nome alla squadra, senza dimenticare la partecipazione a eventi e manifestazioni.
Nel 2024 a 38 anni e 7 mesi lascia il basket giocato. Lo ha annunciato lo stesso sui media con un videoclip che racchiude le tappe principali della sua lunga carriera, iniziata nel 2002 a Udine.
Nel 2024 è Testimonial di Friuli Doc, la più grande festa enogastronomica del Friuli Venezia Giulia (Friuli) che da 30 anni accoglie migliaia di visitatori a Udine.
Nel 2024 Telethon Udine può contare, per la scalata al nuovo record, su un testimonial d'eccezione: Michele Antonutti, campione friulano di livello nazionale. Michele dichiara: - Sono felice e orgoglioso di poter dare il mio contributo alla maratona e alle iniziative di Telethon Udine che già nel 2022 ho sostenuto-.
Il 25 febbraio 2025 Udine ospiterà il passaggio della Torcia di Special Olympics per la tappa della Special Olympics Community Run, una corsa simbolica in avvicinamento ai Giochi mondiali invernali Special Olympics in programma a Torino dall'8 al 15 marzo. Michele Antonutti, insieme a Caterina Plet (atleta medagliata agli Special Olympics Italia che farà parte della squadra azzurra per i Mondiali di Torino), guiderà il gruppo nelle vie centrali della città di Udine. Il passaggio della torcia è parte di un evento internazionale che coinvolgerà 1500 atleti provenienti da 102 delegazioni. La torcia arriverà a Torino il 26 febbraio 2025. 

## Statistiche

### Nazionale
| Cronologia completa delle presenze e dei punti in Nazionale - Italia | Cronologia completa delle presenze e dei punti in Nazionale - Italia | Cronologia completa delle presenze e dei punti in Nazionale - Italia | Cronologia completa delle presenze e dei punti in Nazionale - Italia | Cronologia completa delle presenze e dei punti in Nazionale - Italia | Cronologia completa delle presenze e dei punti in Nazionale - Italia | Cronologia completa delle presenze e dei punti in Nazionale - Italia | Cronologia completa delle presenze e dei punti in Nazionale - Italia |
| Data                                                                 | Città                                                                | In casa                                                              | Risultato                                                            | Ospiti                                                               | Competizione                                                         | Punti                                                                | Note                                                                 |
| -------------------------------------------------------------------- | -------------------------------------------------------------------- | -------------------------------------------------------------------- | -------------------------------------------------------------------- | -------------------------------------------------------------------- | -------------------------------------------------------------------- | -------------------------------------------------------------------- | -------------------------------------------------------------------- |
| 02/06/2007                                                           | Bari                                                                 | Italia                                                               | 80 - 73                                                              | Croazia                                                              | Amichevole                                                           | 9                                                                    | [ 15 ]                                                               |
| 04/06/2007                                                           | Porto San Giorgio                                                    | Italia                                                               | 74 - 68                                                              | Slovacchia                                                           | Torneo amichevole                                                    | 7                                                                    | [ 16 ]                                                               |
| 05/06/2007                                                           | San Benedetto del Tronto                                             | Italia                                                               | 88 - 71                                                              | Rep. Ceca                                                            | Torneo amichevole                                                    | 7                                                                    | [ 17 ]                                                               |
| 06/06/2007                                                           | Porto San Giorgio                                                    | Italia                                                               | 88 - 78                                                              | Croazia                                                              | Torneo amichevole                                                    | 2                                                                    | [ 18 ]                                                               |
| 15/06/2007                                                           | Xiaolan                                                              | Cina                                                                 | 69 - 74                                                              | Italia                                                               | Torneo amichevole                                                    | 7                                                                    | [ 19 ]                                                               |
| 16/06/2007                                                           | Foshan                                                               | Italia                                                               | 70 - 68                                                              | Croazia                                                              | Torneo amichevole                                                    | 0                                                                    | [ 20 ]                                                               |
| 17/06/2007                                                           | Xinhui                                                               | Italia                                                               | 54 - 75                                                              | Australia                                                            | Torneo amichevole                                                    | 4                                                                    | [ 21 ]                                                               |
| 19/06/2007                                                           | Zhuhai                                                               | Cina                                                                 | 79 - 87                                                              | Italia                                                               | Torneo amichevole                                                    | 0                                                                    | [ 22 ]                                                               |
| 20/06/2007                                                           | Zhongshan                                                            | Italia                                                               | 64 - 63                                                              | Australia                                                            | Torneo amichevole                                                    | 2                                                                    | [ 23 ]                                                               |
| 21/06/2007                                                           | Guzhen                                                               | Italia                                                               | 91 - 97                                                              | Croazia                                                              | Torneo amichevole                                                    | 4                                                                    | [ 24 ]                                                               |
| 26/05/2008                                                           | Alba Adriatica                                                       | Italia                                                               | 77 - 56                                                              | Iran                                                                 | Amichevole                                                           | 8                                                                    | [ 25 ]                                                               |
| 27/05/2008                                                           | Campli                                                               | Italia                                                               | 84 - 67                                                              | Iran                                                                 | Amichevole                                                           | 0                                                                    | [ 26 ]                                                               |
| 29/05/2008                                                           | Roseto degli Abruzzi                                                 | Italia                                                               | 93 - 65                                                              | Algeria                                                              | Torneo amichevole                                                    | 9                                                                    | [ 27 ]                                                               |
| 30/05/2008                                                           | Roseto degli Abruzzi                                                 | Italia                                                               | 67 - 63                                                              | Croazia                                                              | Torneo amichevole                                                    | 7                                                                    | [ 28 ]                                                               |
| 31/05/2008                                                           | Roseto degli Abruzzi                                                 | Italia                                                               | 79 - 86                                                              | Iran                                                                 | Torneo amichevole                                                    | 11                                                                   | [ 29 ]                                                               |
| 03/06/2008                                                           | Treviglio                                                            | Italia                                                               | 65 - 69                                                              | Rep. Ceca                                                            | Amichevole                                                           | 3                                                                    | [ 30 ]                                                               |
| 04/06/2008                                                           | Bassano del Grappa                                                   | Italia                                                               | 90 - 98                                                              | Rep. Ceca                                                            | Amichevole                                                           | 3                                                                    | [ 31 ]                                                               |
| 07/06/2008                                                           | Verona                                                               | Italia                                                               | 73 - 59                                                              | Selezione U22 LNP                                                    | Torneo amichevole                                                    | 5                                                                    | [ 32 ]                                                               |
| 12/06/2009                                                           | Porto San Giorgio                                                    | Italia U-22 LNP                                                      | 61 - 98                                                              | Italia                                                               | Torneo amichevole                                                    | 11                                                                   | [ 33 ]                                                               |
| 13/03/2011                                                           | Assago                                                               | Italia                                                               | 90 - 88                                                              | World Stars                                                          | All Star Game                                                        | 2                                                                    | [ 34 ]                                                               |
| Totale                                                               |                                                                      | Presenze                                                             | 20                                                                   |                                                                      | Punti                                                                | 101                                                                  |                                                                      |

## Palmarès
- EuroChallenge: 1

Pallacanestro Reggiana: 2013-14
- Legadue: 1

Pallacanestro Reggiana: 2011-12
- Coppa Italia LNP: 2

Treviso Basket: 2019
APU Udinese: 2022
- Partecipazioni all'All Star Game: 1

2011